# L'Abergement-Sainte-Colombe
L'Abergement-Sainte-Colombe es una comuna francesa situada en el departamento de Saona y Loira, en la región de Borgoña-Franco Condado.

## Demografía
| 589 | 558 | 622 | 702 | 876 | 934 | 1241 |
| Para los censos de 1962 a 1999 la población legal corresponde a la población sin duplicidades (Fuente: INSEE [Consultar]) |     |     |     |     |     |      |